# Sommer-Universiade 2015/Badminton
Die Badmintonwettbewerbe der Sommer-Universiade 2015 fanden vom 6. bis zum 12. Juli 2015 in Hanium Culture Sports Center in Hwasun statt.

## Medaillengewinner
| Disziplin    | Gold | Silber | Bronze |
| ------------ | --- | --- | --- |
| Herreneinzel | Jeon Hyeok-jin | Son Wan-ho | Chou Tien-chen |
| Herreneinzel | Jeon Hyeok-jin | Son Wan-ho | Hsu Jen-hao |
| Dameneinzel  | Sung Ji-hyun | Porntip Buranaprasertsuk                                                                                          | Tai Tzu-ying |
| Dameneinzel  | Sung Ji-hyun | Porntip Buranaprasertsuk                                                                                          | Shiho Tanaka |
| Herrendoppel | Kim Gi-jung Kim Sa-rang | Wang Yilu Zhang Wen                                                                                               | Bodin Isara Nipitphon Puangpuapech |
| Herrendoppel | Kim Gi-jung Kim Sa-rang | Wang Yilu Zhang Wen                                                                                               | Low Juan Shen Arif Abdul Latif |
| Damendoppel  | Lee So-hee Shin Seung-chan | Ko A-ra Yoo Hae-won                                                                                               | Hsu Ya-ching Pai Yu-po |
| Damendoppel  | Lee So-hee Shin Seung-chan | Ko A-ra Yoo Hae-won                                                                                               | Miki Kashihara Miyuki Kato |
| Mixed        | Kim Gi-jung Shin Seung-chan | Chiang Kai-hsin Lu Ching-yao                                                                                      | Kim Sa-rang Ko A-ra |
| Mixed        | Kim Gi-jung Shin Seung-chan | Chiang Kai-hsin Lu Ching-yao                                                                                      | Tseng Min-hao Hsieh Pei-chen |
| Mannschaft   | Südkorea Ko A-ra Jeon Hyeok-jin Kim Gi-jung Kim Hyo-min Kim Sa-rang Ko Sung-hyun Lee So-hee Lee Yong-dae Shin Seung-chan Son Wan-ho Sung Ji-hyun Yoo Hae-won | Volksrepublik China Fan Mengyan Gao Huan Hui Xirui Ou Dongni Qiao Bin Wang Yilu Xu Zuopeng Zhang Wen Zhang Zhijun | Thailand Bodin Isara Busanan Ongbumrungpan Chayanit Chaladchalam Jakkit Tuntirasin Jongkolphan Kititharakul Nipitphon Puangpuapech Phataimas Muenwong Porntip Buranaprasertsuk Rawinda Prajongjai Sermsin Wongyaprom Suppanyu Avihingsanon Tanongsak Saensomboonsuk |
| Mannschaft   | Südkorea Ko A-ra Jeon Hyeok-jin Kim Gi-jung Kim Hyo-min Kim Sa-rang Ko Sung-hyun Lee So-hee Lee Yong-dae Shin Seung-chan Son Wan-ho Sung Ji-hyun Yoo Hae-won | Volksrepublik China Fan Mengyan Gao Huan Hui Xirui Ou Dongni Qiao Bin Wang Yilu Xu Zuopeng Zhang Wen Zhang Zhijun | Malaysia Daphne Ng Chiew Yen Erica Khoo Pei Shan Jagdish Singh Low Juan Shen Lyddia Cheah Yi Yu Arif Abdul Latif Mohd Ismail Muhammad Syawal Vountus Indra Mawan Ti Wei Chyi Zulfadli Zulkiffli Sannatasah Saniru Kumares Sylvia Kavita                             |

## Medaillenspiegel
| Rang   | Land                | Gold | Silber | Bronze | Gesamt |
| ------ | ------------------- | ---- | ------ | ------ | ------ |
| 1      | Südkorea            | 6    | 2      | 1      | 9      |
| 2      | Volksrepublik China | 0    | 2      | 0      | 2      |
| 3      | Chinesisch Taipeh   | 0    | 1      | 5      | 6      |
| 4      | Thailand            | 0    | 1      | 2      | 3      |
| 5      | Japan               | 0    | 0      | 2      | 2      |
| 5      | Malaysia            | 0    | 0      | 2      | 2      |
| Gesamt | Gesamt              | 6    | 6      | 12     | 24     |